# 32486 Leospohl
32486 Leospohl este o planetă minoră (asteroid), cu un diametru de 8,602 km, din centura de asteroizi. A fost descoperită pe 2 octombrie 2000 la Stația Anderson Mesa de Lowell Observatory Near-Earth-Object Search și a fost numită după Leos Pohl⁠(d). 
Obiectul prezintă o orbită caracterizată de o semiaxă mare de 3,0557329 UAi, o excentricitate de 0,13, o înclinație de 12,12433 ° în raport cu ecliptica.